# Spring Falling
Spring Falling é o segundo extended plays (EPs) do cantor coreano Yesung. Foi lançada em 18 de Abril de 2017 pela SM Entertainment e Label SJ, e distribuído pela KT Music.

## Antecedentes e lançamento
Em 31 de março, a Label SJ declarou: “Yesung está atualmente trabalhando em um álbum solo com o objetivo de lançá-lo em abril. É um álbum completo e não faz parte da SM Station”.
Em 6 de abril, a Label SJ revelou que Yesung retornaria com seu segundo álbum solo, “Spring Falling”.
Antes do lançamento do álbum, houve um pré-lançamento de um videoclipe para “Hibernation”, uma faixa de baladas de ritmo moderado e com uma melodia suave.
Em 13 de abril, Yesung revelou o teaser do álbum, destacou o medley e a lista de faixas com Cho Kyuhyun.
Em 18 de abril, a música-título "Paper Umbrella" foi lançada. O álbum Spring Falling ficou no topo das paradas de álbuns do iTunes em cinco países, incluindo Japão, Tailândia, Cingapura, Hong Kong e Peru. Além disso, no Japão, Tailândia, Cingapura, Indonésia, Hong Kong, Peru, México e Hungria, o álbum ficou em primeiro lugar na parada de álbuns pop, enquanto no Japão, Tailândia, Cingapura, Indonésia, Hong Kong, Peru, Chile e México, ficou em primeiro lugar na parada de álbuns K-pop.

## Lista de faixas
| Faixas oficias |                                      |                  |         |  |
| N.º            | Título                               | Arranjo          | Duração |  |
| 1.             | "Paper Umbrella" (봄날의 소나기)     | 1601             | 4:09    |  |
| 2.             | "Hibernation" (겨울잠)               | Denis Seo 신승익 | 3:15    |  |
| 3.             | "All But You" (그대뿐인지)           | 윤송             | 4:01    |  |
| 4.             | "Fly" (번지점프)                     | ZigZagNote       | 3:40    |  |
| 5.             | "At the Time" (그때로; (feat. 규현)) |                  | 4:03    |  |
| 6.             | "So Close Yet So Far" (비눗방울)     | 강화성           | 4:02    |  |